# Сауитбек
Сауитбек (каз. Сауытбек) — село у складі Шуського району Жамбильської області Казахстану. Входить до складу Алгинського сільського округу.
У радянські часи село називалося Отділення № 2 совхоза Алгинський або Жанатурмис.
Населення — 565 осіб (2021; 292 у 2009, 633 у 1999, 565 у 1989).